# Briollay
Briollay ist eine französische Gemeinde mit 3193 Einwohnern (Stand 1. Januar 2022) im Département Maine-et-Loire in der Region Pays de la Loire. Sie gehört zum Arrondissement Angers und zum Kanton Angers-5.

## Geographie
Die Gemeinde Briollay liegt an der Mündung des Loir in die Sarthe, zehn Kilometer nördlich der Innenstadt von Angers. Ortsteile von Briollay sind u. a.: Péchevêque, Vérigné, Vieux-Briollay, Placelle, Mirande, La Carie, Noirieux und La Ferronière.
Nachbargemeinden von Briollay sind Cheffes im Norden, Montreuil-sur-Loir im Nordosten, Rives-du-Loir-en-Anjou im Osten, Verrières-en-Anjou im Südosten, Angers im Süden, Écouflant, Cantenay-Épinard und Montreuil-Juigné im Südwesten, Feneu im Westen sowie Soulaire-et-Bourg im Nordwesten.

## Verkehr
Der Ort hat einen Bahnhalt an der Bahnstrecke Le Mans–Angers.

## Bevölkerungsentwicklung
| Jahr      | 1962 | 1968 | 1975 | 1982 | 1990 | 1999 | 2007 | 2018 |
| Einwohner | 661  | 776  | 1164 | 1683 | 2005 | 2284 | 2565 | 3036 |

## Sehenswürdigkeiten
- Kirche Saint-Marcel
- Mückenstatue
- Le Palais genannter ehemaliger herrschaftlicher Saal, erbaut im 12. Jahrhundert, Monument historique[1]

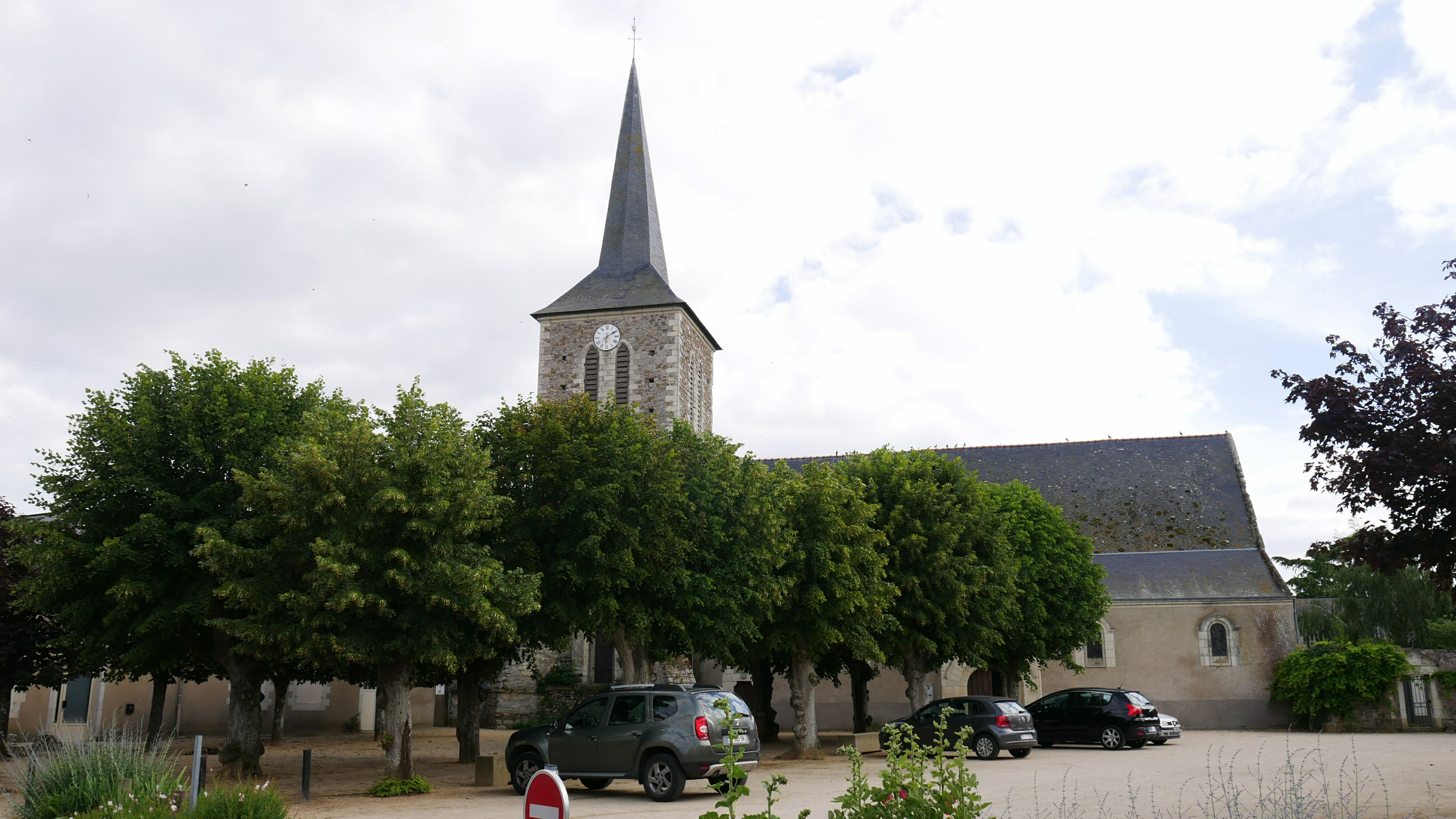
Kirche Saint-Marcel
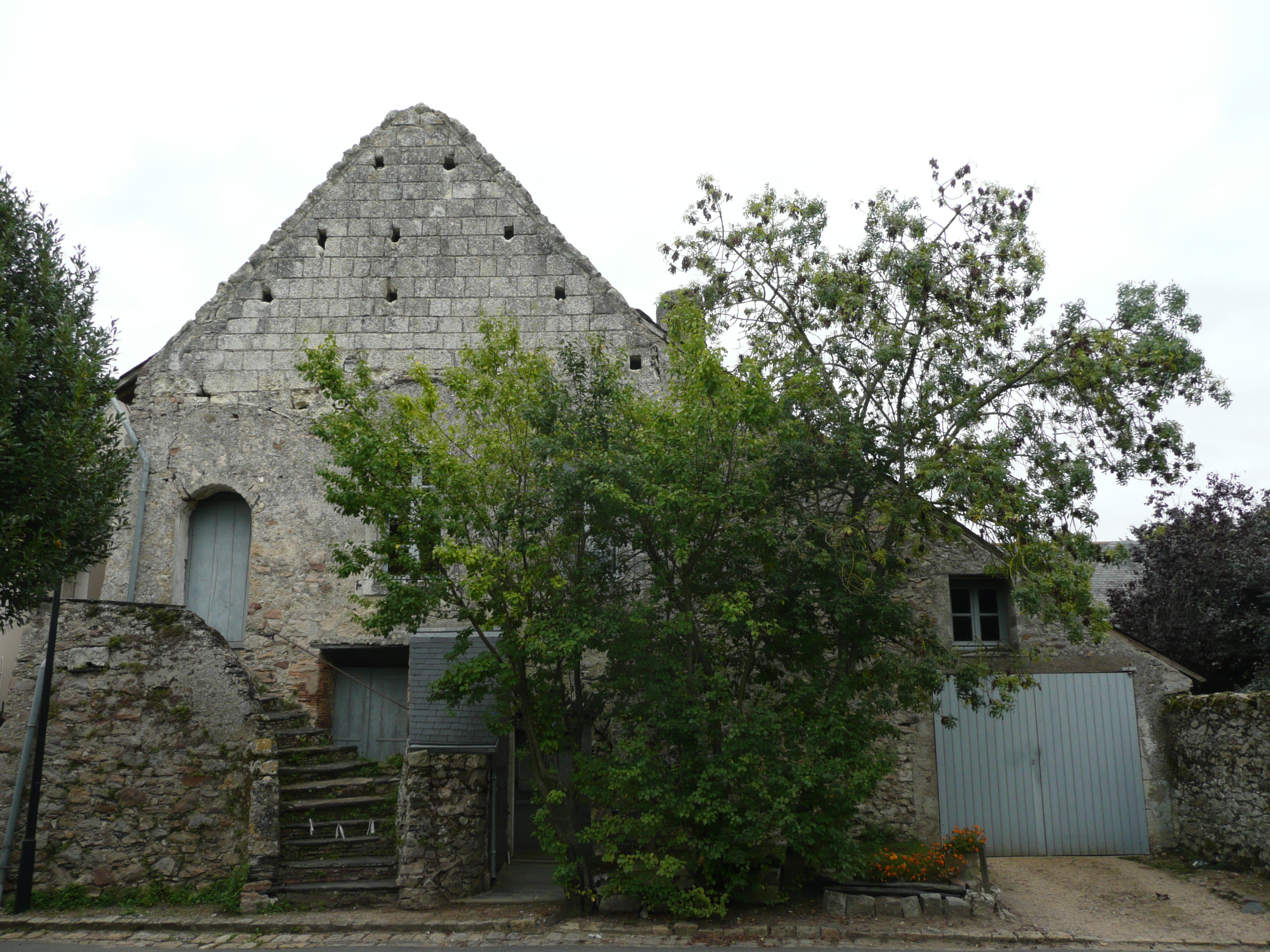
Ehemaliges Herrenhaus, heute Justizgebäude
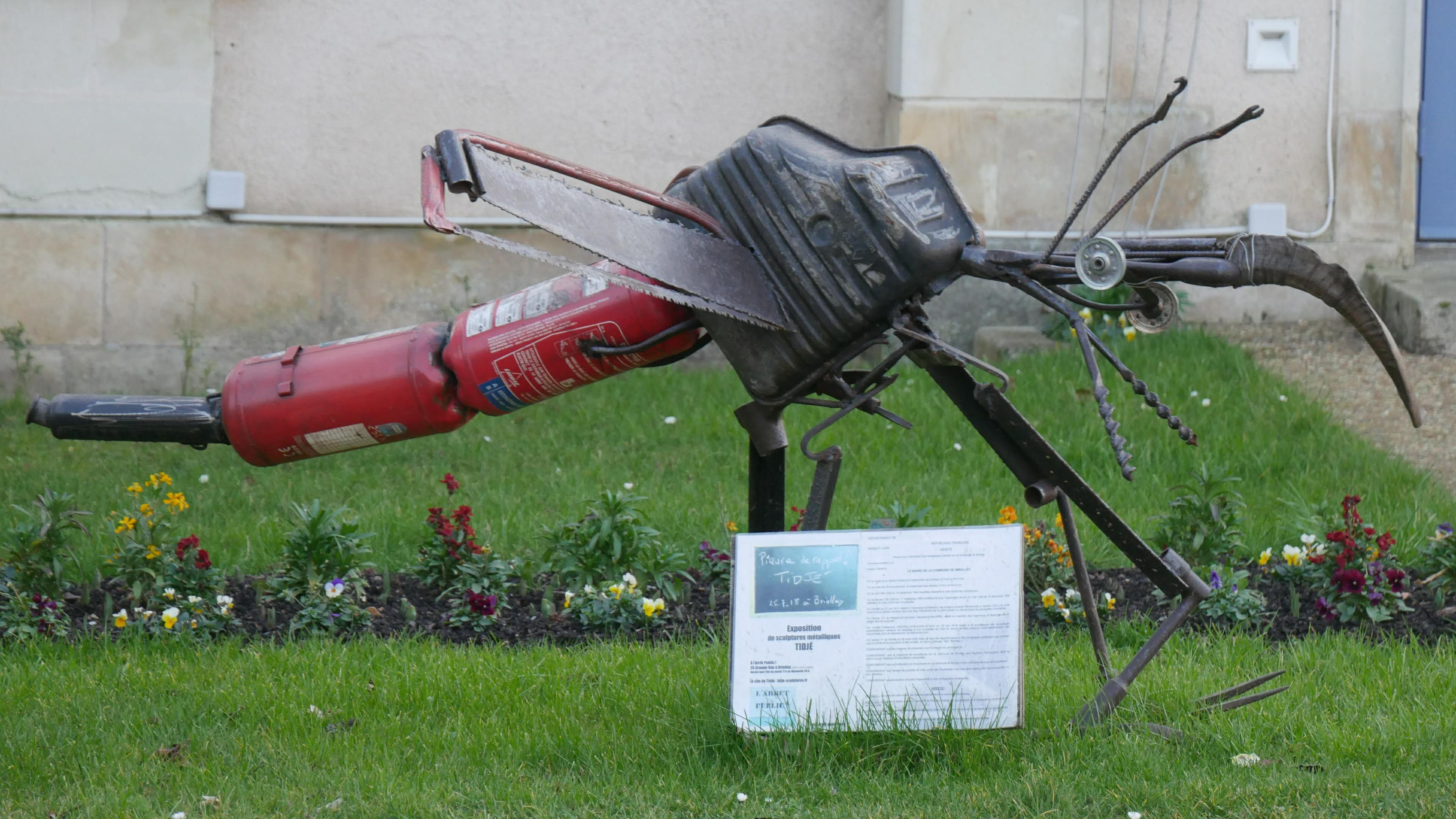
Statue einer Mücke in Erinnerung an das kommunale Dekret, das das Eindringen von Mücken in das Gemeindegebiet verbietet
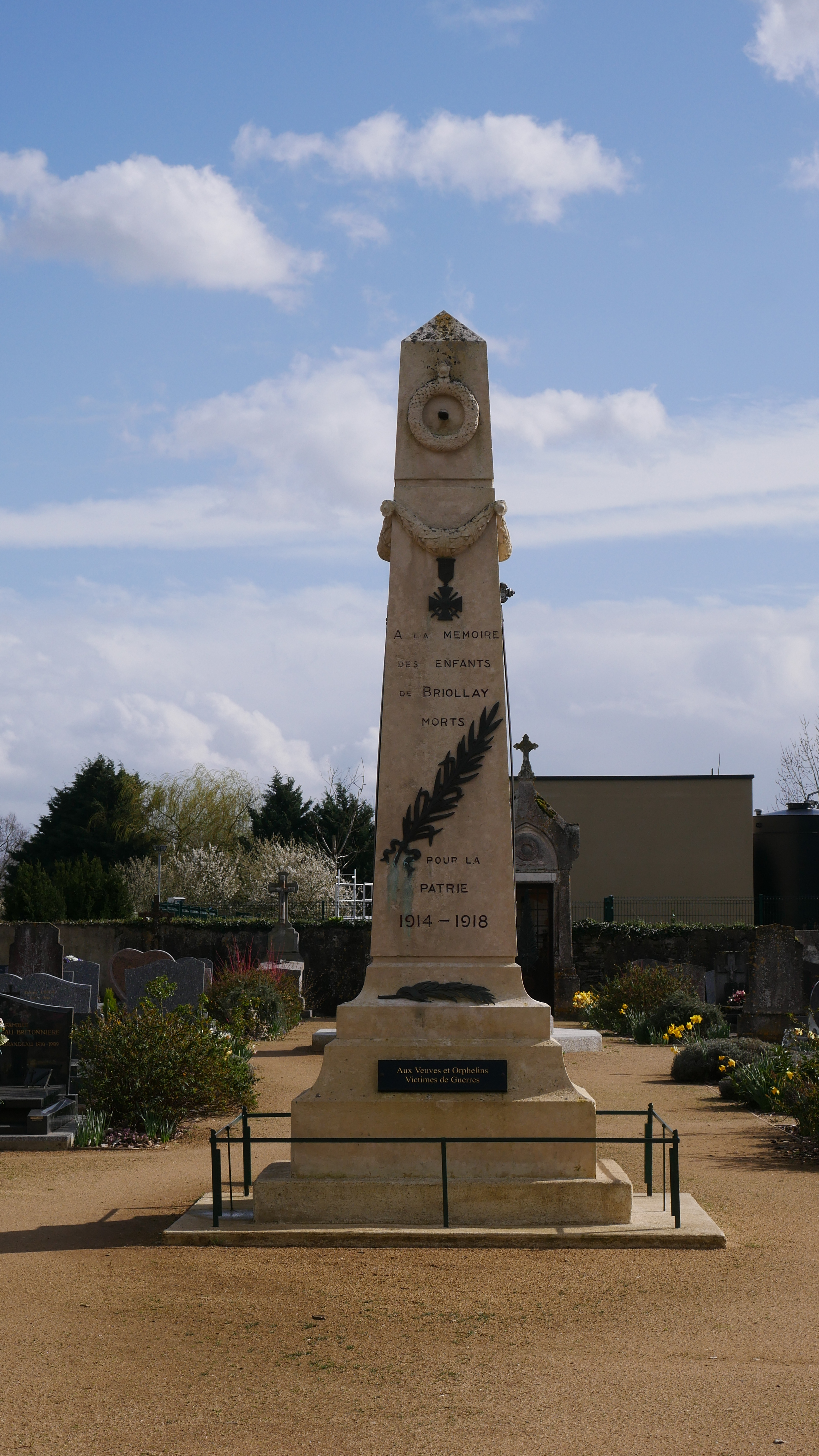
Gefallenendenkmal
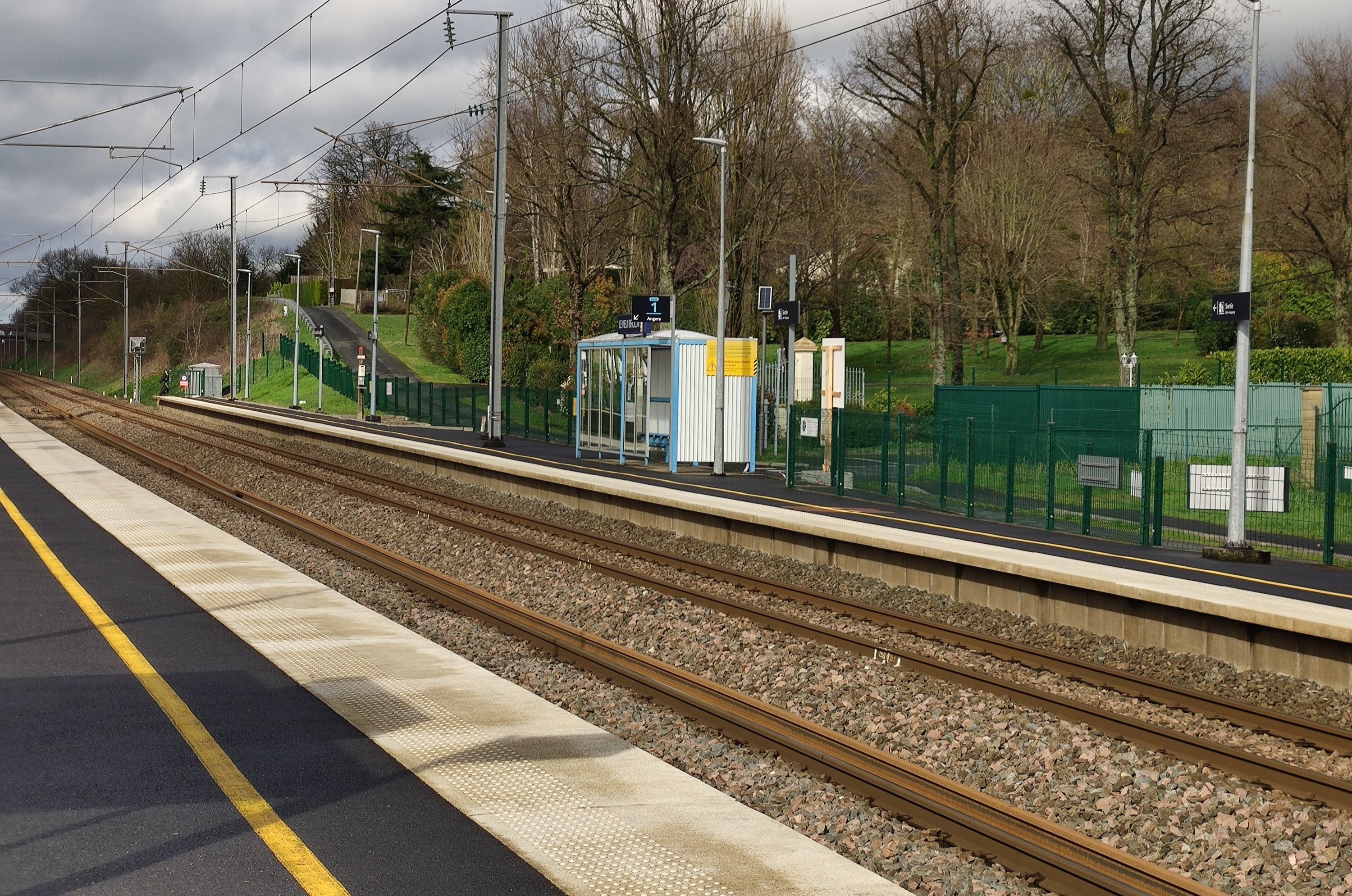
Bahnstation Vieux-Briollay

## Persönlichkeiten
- Fulko Nerra (972–1040), Graf von Anjou, Gründer der Burg Briollay
- Robert de Sablé († 1193), Herr von Sablé-sur-Sarthe, La Suze-sur-Sarthe und Briollay, Großmeister des Templerordens (Haus Monceaux)
- Guillaume des Roches († 1222), Baron de Briollay, Seigneur de Longué-Jumelles et de Château-du-Loir, Seigneur de Sablé, Sénéchal d’Anjou, Schwiegersohn Robert de Sablés